# Trisetum tibeticum
Trisetum tibeticum är en gräsart som beskrevs av Pung Pen Chao Kuo och Zhen Lan Wu. Trisetum tibeticum ingår i släktet glanshavren, och familjen gräs. Inga underarter finns listade i Catalogue of Life.